# Pseudicius ludhianaensis
Pseudicius ludhianaensis är en spindelart som först beskrevs av Benoy Krishna Tikader 1974.  Pseudicius ludhianaensis ingår i släktet Pseudicius och familjen hoppspindlar. Inga underarter finns listade i Catalogue of Life.